# Євтушенко Вадим Анатолійович
Вади́м Анато́лійович Євтуше́нко (нар. 1 січня 1958, П'ятихатки Дніпропетровської області) — український футболіст (півзахисник), тренер. Заслужений майстер спорту СРСР (1986). Батько футболістів В'ячеслава та Вадима Євтушенків.
Працював асистентом головного тренера національної футбольної збірної України.

## Біографія
Вихованець кіровоградського футболу. Перший тренер — О. О. Нужний.
Відзначившись у сезоні 1979 року, в команді другої ліги «Зірці» (Кіровоград), де він став одним із найкращих бомбардирів (забив 11 голів), він попав в поле зору селекціонерів гранда чемпіонату СРСР «Динамо» (Київ). Перейшовши до киян, Євтушенко став одним з головних акторів знаменитого ансамблю Валерія Лобановського початку та середини 80-х минулого сторіччя. Невеликий спад був у кінці його кар'єри в СРСР, коли він захищав кольори «Дніпра».
Наприкінці 1980-х років Вадим Євтушенко переїхав до Швеції, у стокгольмський АІК. У цьому клубі він став справжньою зіркою й пережив другу молодість. Шведський король надав (видав відповідний Указ) Вадимові привілей щодо можливості грати без квоти легіонера, тобто на рівні місцевих гравців[джерело?].
З 2011 по травень 2012 повернувся для тренерської роботи в ФК "Зірка" (Кіровоград)
У середині лютого 2021 року з'явилась інформація, що Євтушенко став головним тренером і директором херсонського «Кристалу».

## Єврокубки

### Статистика виступів у єврокубках по сезонах
| Сезон             | Клуб              | Турнір          | Досягнення     | Матчі | Перемоги | Нічиї | Поразки | Голи |
| ----------------- | ----------------- | --------------- | -------------- | ----- | -------- | ----- | ------- | ---- |
| 1980-81           | «Динамо» (Київ)   | Кубок УЄФА      | 1/32 фіналу    | 2     | 0        | 2     | 0       | 0    |
| 1981-82           | «Динамо» (Київ)   | Кубок чемпіонів | 1/4 фіналу     | 6     | 2        | 3     | 1       | 0    |
| 1982-83           | «Динамо» (Київ)   | Кубок чемпіонів | 1/4 фіналу     | 3     | 2        | 0     | 1       | 1    |
| 1983-84           | «Динамо» (Київ)   | Кубок УЄФА      | 1/32 фіналу    | 2     | 0        | 1     | 1       | 0    |
| 1985-86           | «Динамо» (Київ)   | Кубок кубків    |                | 9     | 6        | 2     | 1       | 3    |
| 1986              | «Динамо» (Київ)   | Суперкубок УЄФА | фіналіст       | 1     | 0        | 0     | 1       | 0    |
| 1986-87           | «Динамо» (Київ)   | Кубок чемпіонів | Півфінал       | 7     | 4        | 2     | 1       | 4    |
| 1987-88           | «Динамо» (Київ)   | Кубок чемпіонів | 1/16 фіналу    | 2     | 1        | 0     | 1       | 0    |
| 1988-89           | «Дніпро»          | Кубок УЄФА      | 1/32 фіналу    | 1     | 0        | 1     | 0       | 0    |
| 1992-93           | «АІК»             | Кубок кубків    | 1/16 фіналу    | 2     | 0        | 2     | 0       | 1    |
| 1993-94           | «АІК»             | Ліга чемпіонів  | 1/16 фіналу    | 1     | 0        | 0     | 1       | 0    |
| ВСЬОГО            | «Динамо» (Київ)   | 8 євросезонів   | 8 євросезонів  | 32    | 15       | 10    | 7       | 8    |
| ВСЬОГО            | «Дніпро»          | 1 євросезон     | 1 євросезон    | 1     | 0        | 1     | 0       | 0    |
| ВСЬОГО            | «АІК»             | 2 євросезони    | 2 євросезони   | 3     | 0        | 2     | 1       | 1    |
| ВСЬОГО за кар'єру | ВСЬОГО за кар'єру | 11 євросезонів  | 11 євросезонів | 36    | 15       | 13    | 8       | 9    |

### Статистика по турнірах
| Турнір          | Сезони | Матчі | Перемоги | Нічиї | Поразки | Голи |
| --------------- | ------ | ----- | -------- | ----- | ------- | ---- |
| Кубок чемпіонів | 5      | 19    | 9        | 5     | 5       | 5    |
| Кубок кубків    | 2      | 11    | 6        | 4     | 1       | 4    |
| Кубок УЄФА      | 3      | 5     | 0        | 4     | 1       | 0    |
| Суперкубок УЄФА | 1      | 1     | 0        | 0     | 1       | 0    |

### Єврокубкова статистика: сезони, турніри, матчі, голи
(1) — перший матч;

 (2) — матч-відповідь;

  3 — У 1/8 фіналу жереб звів «Динамо» з командою «17 Ненторі». Через відмову албанської сторони у чвертьфінал вийшов київський клуб.

## Досягнення
- Володар Кубка Кубків УЄФА: 1986 року.
- П'ятиразовий чемпіон СРСР: 1980, 1981, 1985, 1986, 1988
- Триразовий володар Кубка СРСР: 1982, 1985, 1987 років.
- Чемпіон Швеції: 1992 року
- Володар Кубку Швеції: 1992 року
- Учасник чемпіонату світу 1982 (0)1986(3)
- Член Клубу бомбардирів Олега Блохіна — 119 голів

### Державні нагороди
- Орден «За заслуги» III ст. (13 травня 2016) — за вагомі особисті заслуги у розвитку і популяризації вітчизняного футболу, піднесення міжнародного спортивного престижу України та з нагоди 30-річчя перемоги у фінальному матчі Кубка володарів кубків УЄФА, здобутої під керівництвом головного тренера футбольного клубу «„Динамо“ Київ», Героя України Лобановського Валерія Васильовича[5][6]